# 松山站 (黄海北道)
松山站（韓語：송산역）是位于朝鮮民主主義人民共和國黄海北道鳳山郡松山里的一個鐵路車站。屬於黄海青年線和殷栗线。

## 邻近车站
黃海青年线
沙里院青年站 - 松山站 - 银波站
殷栗线
沙里院青年站 - 松山站 - 银波站